# 강우량
강우량은 비가 내린 양을 말한다.

## 표현
강우량은 mm 단위로 나타낸다. 우량을 재는 도구인 우량계를 실외에 설치해 내리는 빗물을 받고, 시간별로 빗물의 깊이를 재면 된다. 우량계는 보통 원통형으로 생겼으며, 원통의 윗면은 빗물을 모을 수 있도록 깔때기로 되어 있다. 주위의 영향을 없애기 위해 우량계 근처에 별도의 장치를 설치하기도 한다.

우량계
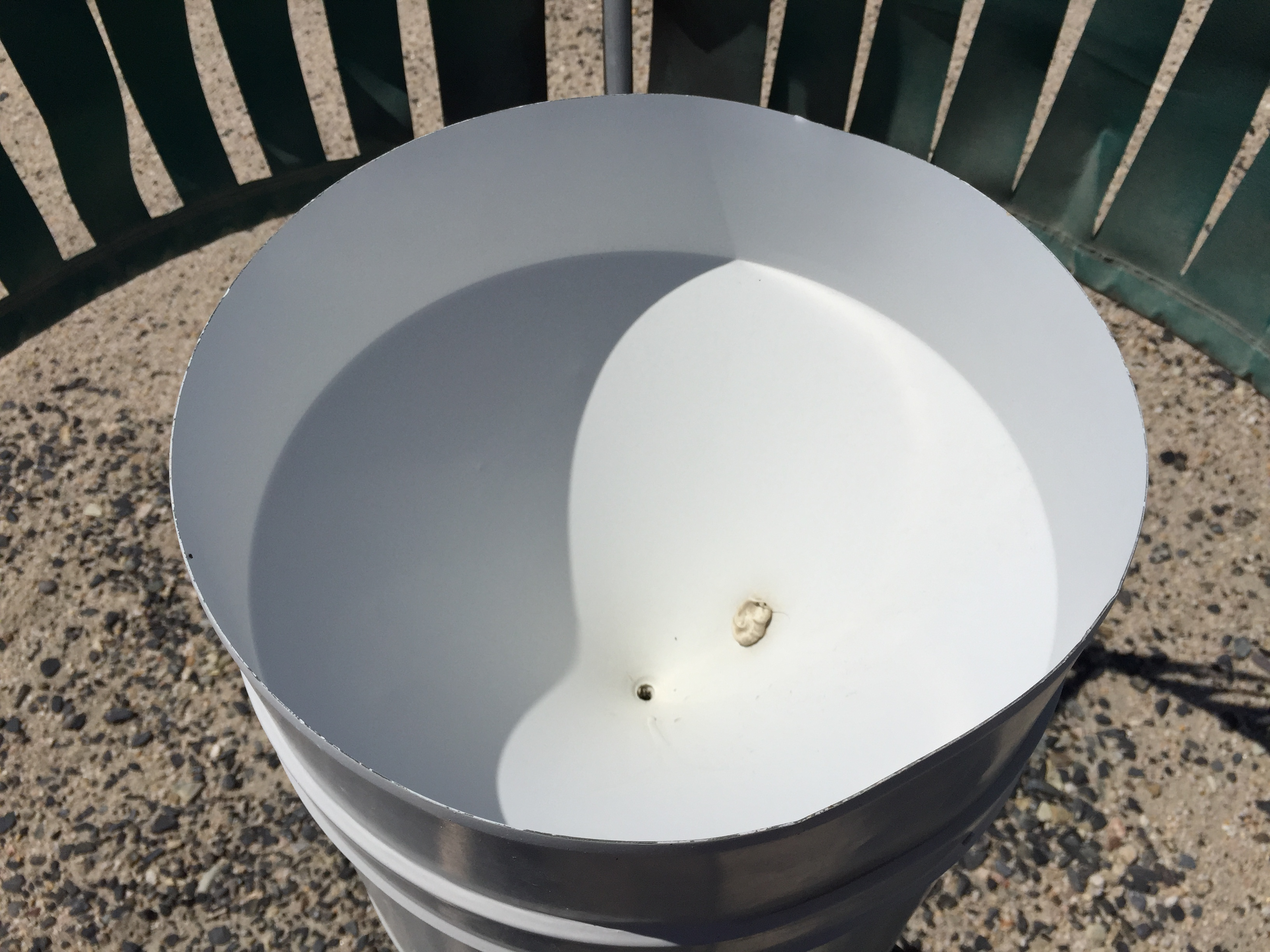
우량계 윗면은 빗물을 모을 수 있도록 깔때기로 되어 있다. 미국 네바다주 Lovelock Airport-Derby Field의 우량계
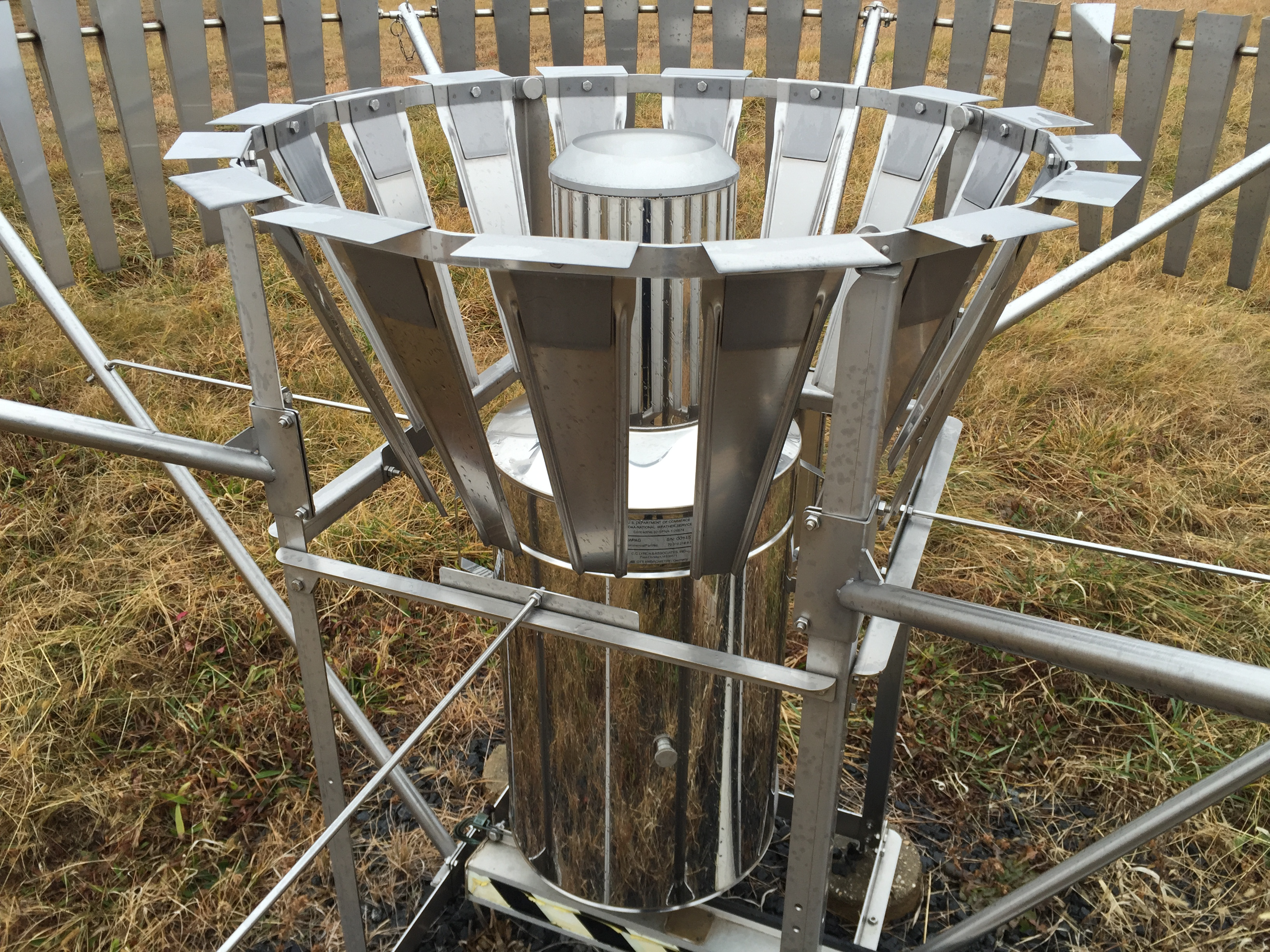
우량계 본체는 원통형으로 되어있다. 미국 버지니아주 Washington Dulles International Airport
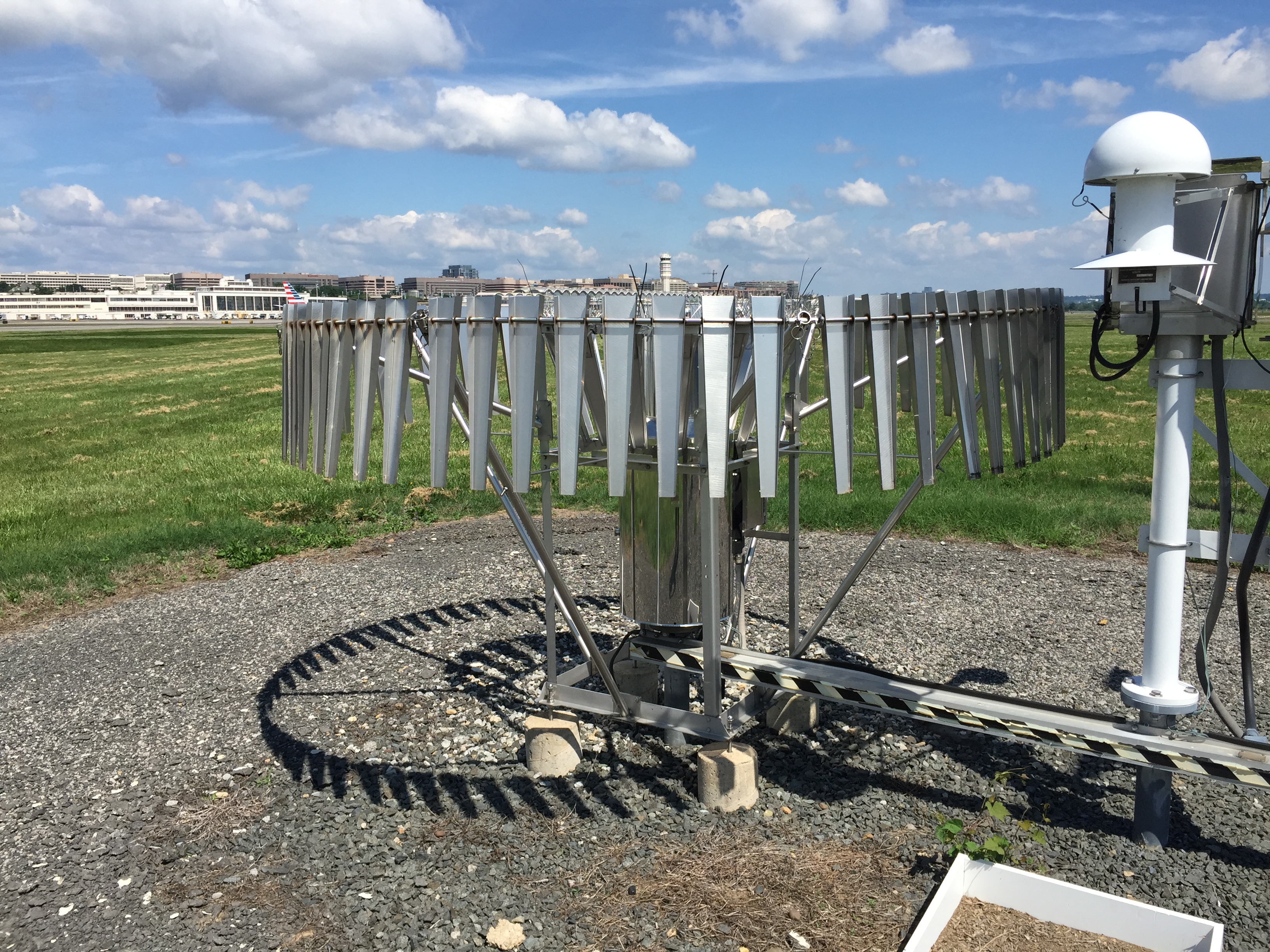

강우량은 '하루에 몇 mm가 내렸다', '한 시간에 몇 mm가 내렸다'와 같이 얼마만큼의 시간길이동안 내린 우량인지 표현해준다. 시간당 강우량은 강우강도(I)라고 하며, 수공구조물 설계에 사용되는 중요한 값이다. 강우강도는 여러 가지 식을 통해 정하는데, 어떤 식을 적용해야하는지는 지역마다 다르다.

## 유역 평균 강우량
강우관측소에서 측정한 강우량은 점 강우량이며, 강우-유출모형은 입력자료로써 유역의 평균강우량을 이용하기 때문에 점 강우량을 면적평균 강우량으로 바꾸어주어야 한다. 여기에는 산술평균법(arithmetic average method), 티센다각형법(Thiessen polygon method), 등우선법(isohyetal method)이 있다.

### 산술평균법
산술평균법은 가장 간단한 방법이다. 관측소마다 동일한 가중치를 부여해 계산하게 된다. 유역의 평균강우량 Pm은
{\displaystyle P_{m}={\frac {P_{1}+P_{2}+\cdots +P_{n}}{n}}}
산술평균법을 사용하는 경우는 평야지역, 우량관측소가 균등하게 분포하고 있을 때 각 관측소 관측치가 유역 평균치와 많은 편차를 보이지 않을 때이다.

### 티센다각형법
티센다각형법은 관측소별 강우량에 관측소 주위로 티센다각형을 그려 관측소가 지배하는 면적을 가중치로 이용해 평균강우량을 구하는 방법이다. 티센다각형을 그리는 방법은 이렇다. 먼저 인접 관측소끼리 정삼각형에 가깝도록 직선으로 연결한다. 연결한 직선을 수직이등분하여 면적을 분할한다. 생성된 다각형의 면적을 구하여 다음 식을 적용한다.
{\displaystyle P_{m}={\frac {A_{1}P_{1}+A_{2}P_{2}+\cdots +A_{n}P_{n}}{A_{1}+A_{2}+\cdots +A_{n}}}={\frac {\sum AP}{\sum A}}}
- 유역(다각형) 내 다섯 개 관측소(원)
- 관측소끼리 삼각형으로 잇기
- 이은 선분 수직이등분선 긋기
- 관측소별 지배면적이 나옴

티센다각형법은 우량 관측소 간 상대적인 위치와 밀도를 고려하기 때문에 산술평균법보다 좋은 결과를 얻을 수 있는 장점이 있다. 그러나 고도에 따른 강수의 변화(산악효과)를 고려하지는 못한다.

### 등우선법
등우선을 작도한 뒤 등우선 간 면적을 구하고 이를 이용하여 유역의 평균강우량을 구하는 것을 등우선법이라 한다. 등우선법을 사용하면 산악효과를 고려할 수 있다. 등우선은 각 우량관측소에서 관측된 강우자료, 및 기타 정보를 이용해 관측소 사이 우량을 보간하여 그린다.
{\displaystyle P_{m}={\frac {\sum AP}{\sum A}}}
A : 등우선에 의해 구분되는 면적
P : 두 인접 등우선간 면적에 대한 평균강우량

## 같이 보기
- 강수량

## 참고 자료
- 이재수 (2018). 《수문학》 2판. 구미서관. ISBN 9788982252914.
- 기상청 - 강수에 대해